# Bambi bucket

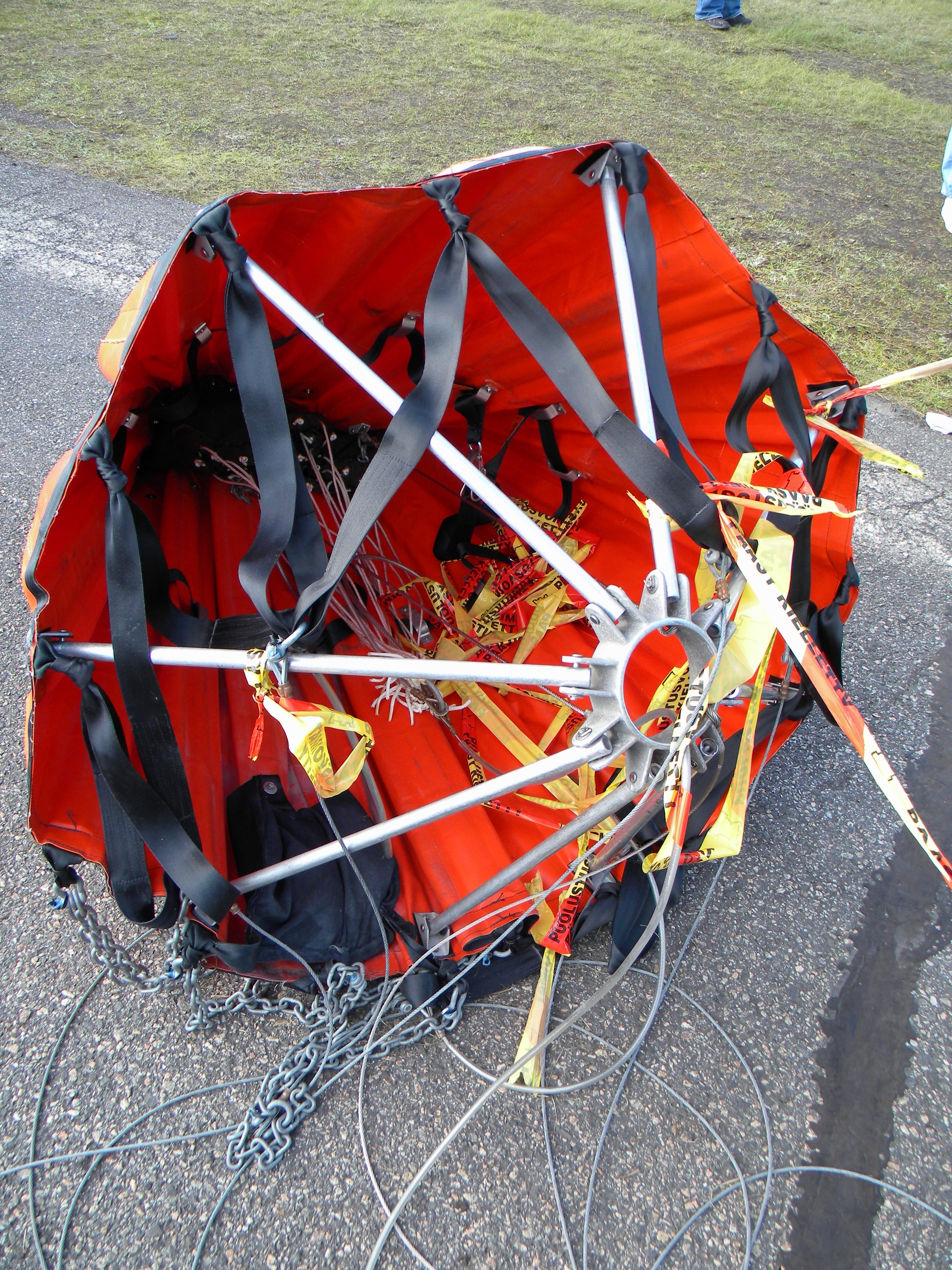
Bambi bucket

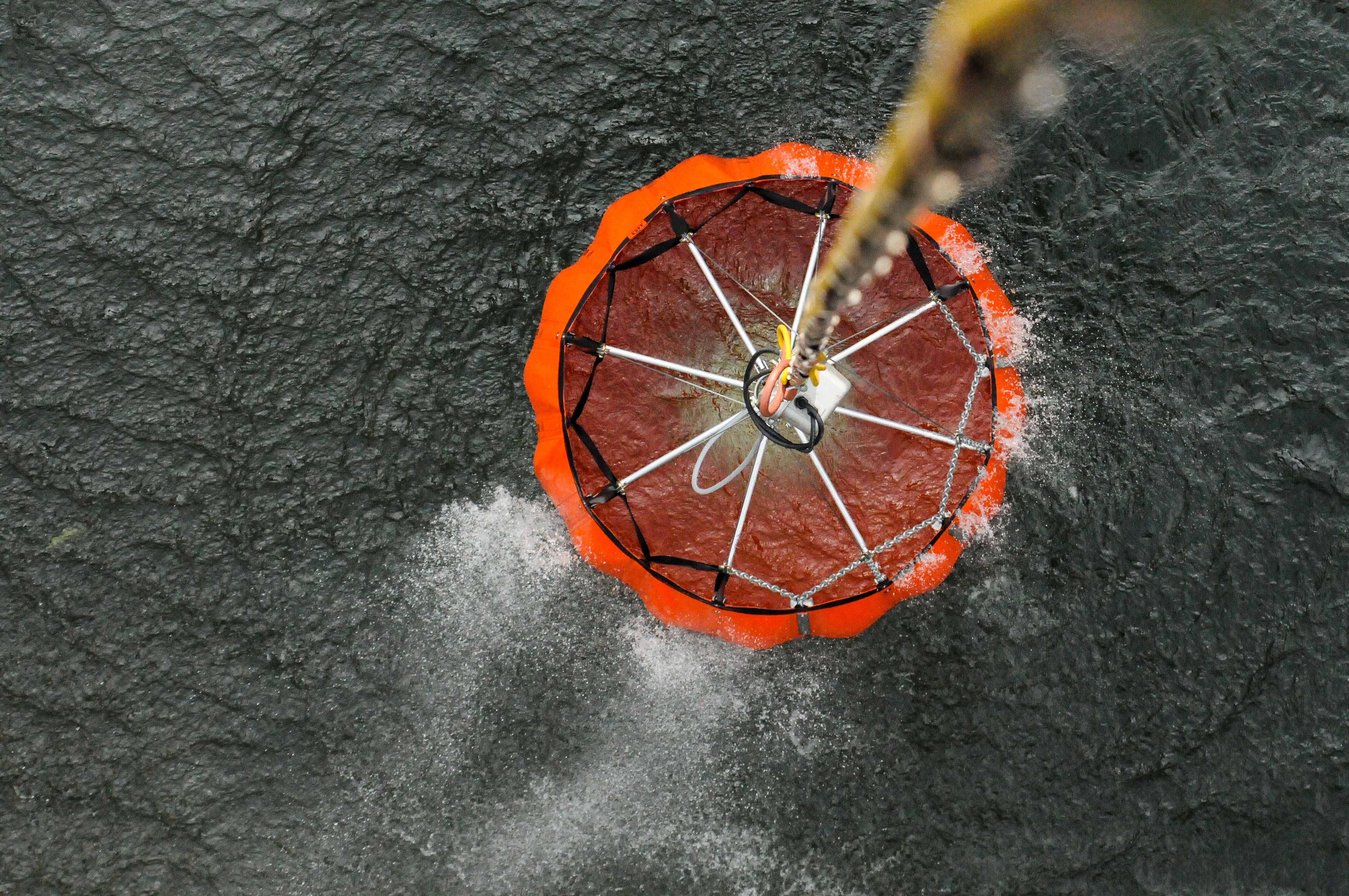
Bambi bucket die water heeft geschept

Een bambi bucket is een instrument dat wordt ingezet door blushelikopters bij de bestrijding van natuurbranden.
Natuurbranden vinden vaak plaats op moeilijk toegankelijke en bovendien droge terreinen. De bambi bucket is een opvouwbare waterzak in de vorm van een omgekeerde paraplu. Deze wordt onder de helikopter gehangen en door het opstijgen klapt hij open. De bambi bucket kan gevuld worden met water in allerlei open wateren die minimaal 2 meter diep zijn. Een zware helikopter als de Chinook kan met deze bambi bucket tot 10.000 liter water meenemen.
Ter plaatse van de brand wordt het water, met behulp van een vernevelaar, over het gebied gesproeid.